# René Maire
René Charles Joseph Ernest Maire, född den 28 maj 1878 i Lons-le-Saunier, död den 24 november 1949 i Alger, var en fransk botaniker och mykolog.  
Maires stora verk var Flore de l'Afrique du Nord som gavs ut postumt 1953. Han samlade växter från Algeriet, Marocko, Frankrike och Mali för Jardin botanique de Meise. Ett flertal arter har uppkallats efter Maire, bland andra Russula mairei, Amanita mairei , Clitocybe mairei, Conocybe mairei, Clavicorona mairei, Cortinarius mairei, Galerina mairei, Hemimycena mairei, Lactarius mairei och Festuca mairei.
Auktorsnamnet Maire kan användas för René Maire i samband med ett vetenskapligt namn inom botaniken; se Wikipediaartiklar som länkar till auktorsnamnet.